# André Schembri
Pour les articles homonymes, voir Schembri.
André Schembri est un footballeur international maltais né le 27 mai 1986 à Pietà.

## Biographie
Schembri marque ses deux premiers buts internationaux lors de la victoire historique de l'équipe de Malte contre la Hongrie (2-1) le 11 octobre 2006 en match qualificatif pour l'Euro 2008, mettant fin à une période de 13 ans sans victoire des Maltais en matchs officiels.
Il marque son troisième but pour Malte lors d'un autre match qualificatif pour l'Euro 2008 contre la Turquie, donnant un avantage temporaire à son pays (2-1, score final 2-2).

## Palmarès
- Avec Marsaxlokk :
  - Champion de Malte en 2007.

## Statistiques détaillées

### En club
| Saison                | Club                       | Championnat           | Championnat | Championnat | Coupe(s) nationale(s) | Coupe(s) nationale(s) | Compétition(s) continentale(s) | Compétition(s) continentale(s) | Compétition(s) continentale(s) | Malte | Malte | Total | Total |
| Saison                | Club                       | Division              | M.          | B.          | M.                    | B.                    | Comp.                          | M.                             | B.                             | M.    | B.    | M.    | B.    |
| 2002-2003             | Hibernians Paola           | 1                     | 7           | 0           | -                     | -                     | -                              | -                              | -                              | -     | -     | 7     | 0     |
| 2003-2004             | Hibernians Paola           | 1                     | 26          | 5           | -                     | -                     | -                              | -                              | -                              | -     | -     | 26    | 5     |
| 2004-2005             | Hibernians Paola           | 1                     | 11          | 5           | -                     | -                     | CI                             | 2                              | 1                              | -     | -     | 13    | 6     |
| 2004-2005             | Marsaxlokk FC              | 1                     | 8           | 2           | -                     | -                     | -                              | -                              | -                              | -     | -     | 8     | 2     |
| 2005-2006             | Marsaxlokk FC              | 1                     | 24          | 11          | -                     | -                     | -                              | -                              | -                              | 1     | 0     | 25    | 11    |
| 2006-2007             | Marsaxlokk FC              | 1                     | 19          | 11          | -                     | -                     | CI                             | 2                              | 1                              | 9     | 2     | 30    | 14    |
| 2007-2008             | Eintracht Brunswick (prêt) | 3                     | 29          | 9           | -                     | -                     | -                              | -                              | -                              | 8     | 1     | 37    | 10    |
| 2008-2009             | Carl Zeiss Iéna (prêt)     | 3                     | 32          | 4           | 5                     | 3                     | -                              | -                              | -                              | 10    | 0     | 47    | 7     |
| 2009-2010             | Austria Kärnten            | 1                     | 13          | 1           | 2                     | 1                     | -                              | -                              | -                              | 2     | 0     | 17    | 2     |
| 2009-2010             | Ferencváros TC             | 1                     | 9           | 0           | -                     | -                     | -                              | -                              | -                              | -     | -     | 9     | 0     |
| 2010-2011             | Ferencváros TC             | 1                     | 27          | 16          | 1                     | 1                     | -                              | -                              | -                              | 5     | 0     | 33    | 17    |
| 2011-2012             | Olympiakos Volos           | 1                     | -           | -           | -                     | -                     | C3                             | 4                              | 1                              | 3     | 0     | 7     | 1     |
| 2011-2012             | Paniónios GSS              | 1                     | 21          | 4           | 3                     | 1                     | -                              | -                              | -                              | 3     | 0     | 27    | 5     |
| 2012-2013             | Omonia Nicosie             | 1                     | 25          | 6           | 5                     | 2                     | -                              | -                              | -                              | 9     | 0     | 39    | 8     |
| 2013-2014             | Omonia Nicosie             | 1                     | 33          | 17          | 2                     | 0                     | C3                             | 2                              | 0                              | 7     | 0     | 44    | 17    |
| 2014-2015             | FSV Francfort              | 2                     | 9           | 0           | 2                     | 1                     | -                              | -                              | -                              | 5     | 0     | 16    | 1     |
| 2014-2015             | Omonia Nicosie             | 1                     | 15          | 4           | 6                     | 6                     | -                              | -                              | -                              | 4     | 0     | 25    | 10    |
| 2015-2016             | Omonia Nicosie             | 1                     | 30          | 15          | 6                     | 1                     | C3                             | 6                              | 1                              | 6     | 0     | 48    | 17    |
| 2016-2017             | Boavista Porto             | 1                     | 16          | 2           | 2                     | 1                     | -                              | -                              | -                              | 6     | 0     | 24    | 3     |
| Total sur la carrière | Total sur la carrière      | Total sur la carrière | 354         | 112         | 34                    | 17                    | -                              | 16                             | 4                              | 78    | 3     | 482   | 136   |

### Buts en sélection
| Buts (3) en sélection d'André Schembri | Buts (3) en sélection d'André Schembri | Buts (3) en sélection d'André Schembri | Buts (3) en sélection d'André Schembri | Buts (3) en sélection d'André Schembri | Buts (3) en sélection d'André Schembri | Buts (3) en sélection d'André Schembri |
|                                        | Date                                   | Lieu                                   | Adversaire                             | Score                                  | Résultat                               | Compétition                            |
| -------------------------------------- | -------------------------------------- | -------------------------------------- | -------------------------------------- | -------------------------------------- | -------------------------------------- | -------------------------------------- |
| 1.                                     | 11 octobre 2006                        | Ta' Qali Stadium, Ta' Qali (Malte)     | Hongrie                                | 1-0                                    | 2-1                                    | Éliminatoires Euro 2008                |
| 2.                                     | 11 octobre 2006                        | Ta' Qali Stadium, Ta' Qali (Malte)     | Hongrie                                | 2-1                                    | 2-1                                    | Éliminatoires Euro 2008                |
| 3.                                     | 8 septembre 2007                       | Ta' Qali Stadium, Ta' Qali (Malte)     | Turquie                                | 2-1                                    | 2-2                                    | Éliminatoires Euro 2008                |